# Estación de Grüenfeld
La estación de Grüenfeld es un apeadero de la localidad de Grüenfeld, perteneciente a la comuna suiza de Richterswil, en el Cantón de Zúrich.

## Ubicación
El apeadero se encuentra ubicado en el centro de la localidad de Grüenfeld, situada al suroeste de la comuna de Richterswil. Cuenta con un único andén por el que pasa una sola vía.
En términos ferroviarios, el apeadero se sitúa en las líneas  Wädenswil – Einsiedeln. Sus dependencias ferroviarias colaterales son la estación de Burghalden hacia Wädenswil y la estación de Samstagern en dirección Einsiedeln.

## Servicios ferroviarios
Los servicios ferroviarios de este apeadero están prestados por SÖB:

### S-Bahn
S-Bahn Zúrich
El apeadero está integrada dentro de la red de trenes de cercanías S-Bahn Zúrich, y donde efectúan parada los trenes de una línea perteneciente a S-Bahn Zúrich:
- S 13 Wädenswil – Samstagern – Einsiedeln